# Weiherstetten
Weiherstetten ist ein Gemeindeteil der Stadt Parsberg im Landkreis Neumarkt in der Oberpfalz in Bayern.

## Geographische Lage
Weiherstetten liegt im Oberpfälzer Jura der Fränkischen Alb auf 520 m ü. NHN. Die Einöde ist über eine Gemeindeverbindungsstraße zu erreichen, die vom früheren Gemeindesitz Hörmannsdorf von der Staatsstraße 2251 in Richtung Südwesten abzweigt. Sie führt weiter zur Gemeindeverbindungsstraße zwischen den Parsberger Gemeindeteilen Holzheim und Badelhütte bzw. Haid.

## Geschichte
Weiherstetten ist erstmals erwähnt im Urbar des Benediktinerklosters Kastl vom Jahr 1326; jährlich mussten je 25 Metzen Korn und Hafer abgeliefert werden. Hochgerichtlich unterstand die Einöde der Herrschaft Lutzmannstein und war Parsberger Lehen. Am Ende des Alten Reiches, um 1800, bestand die Einöde nach wie vor aus einem Gut, auf dem der Parsberger Lehensmann Eglmayr saß.
Im Königreich Bayern (1806) wurden zunächst Steuerdistrikte aus jeweils mehreren Orten gebildet, darunter Hörmannsdorf im Landgericht Parsberg bestehend aus den sieben Orten Hörmannsdorf, Breitenthal, Holzheim, Kühnhausen, Raisch, Eichensee und Weiherstetten. Im Zuge des zweiten Gemeindeedikt von 1818 wurde die Ruralgemeinde Hörmannsdorf mit den Orten Hörmannsdorf, Eichensee, Holzheim, Kühnhausen und Weiherstetten gebildet. Im Zuge der Gebietsreform in Bayern wurde diese am 1. Mai 1978 in die Stadt Parsberg eingemeindet.
Die Kinder der Gemeinde Hörmannsdorf und damit auch die Kinder aus der Einöde Weiherstetten gingen spätestens seit dem 19. Jahrhundert in den Pfarrort Hörmannsdorf zur Schule, wo der Lehrer um 1835 gleichzeitig Mesner und Cantor war.

### Einwohner- und Gebäudezahl
- 1836: 7 Einwohner, 1 Haus,[6]
- 1861: 6 Einwohner, 2 Gebäude,[7]
- 1871: 3 Einwohner, 3 Gebäude, im Jahr 1873 mit einem Großviehbestand von 7 Stück Rindvieh,[8]
- 1900: 7 Einwohner, 1 Wohngebäude,[9]
- 1925: 8 Einwohner, 1 Wohngebäude,[10]
- 1937: 7 Einwohner (Katholiken),[11]
- 1950: 9 Einwohner, 1 Wohngebäude,[12]
- 1987: 5 Einwohner, 1 Wohnhaus, 2 Wohnungen.[13]

Derzeit sind zwei Hausnummern vergeben. Heute wird hier Geflügelmast betrieben.

## Kirchliche Verhältnisse
Weiherstetten gehörte seit altersher zur katholischen Pfarrei St. Willibald in Hörmannsdorf im Bistum Eichstätt.